# Cunești
Cunești – wieś w Rumunii, w okręgu Călărași, w gminie Grădiștea. W 2011 roku liczyła 882 mieszkańców.